# ケイシー・バタグリア
ケイシー・リン・バタグリア（Kaci Lyn Battaglia、1987年10月3日 - ）はケイシー（発音 / ˈkeɪsi / KAY-see）の芸名で知られるアメリカ合衆国のシンガーソングライター、ダンサー、女優、プロキックボクシングインストラクターである。大の日本贔屓で、将来は吉祥寺に住みたいと言っている。

## ディスコグラフィー

### アルバム
- パラダイス[1]（2001年）
- アイム・ノット・エニバディズ・ガール（2002年）
- ブリング・イット・オン（2010年）

### シングル
| 2001年                                                  | パラダイス                            | 11 | — | — | パラダイス                           |
| 2001年                                                  | トゥ・アムール                        | 24 | — | — | パラダイス                           |
| 2002年                                                  | アイ・シンク・アイ・ラブ・ユー        | 10 | — | — | パラダイス                           |
| 2002年                                                  | アイム・ノット・エニバディズ・ガール  | 55 | — | — | アイム・ノット・エニバディズ・ガール |
| 2009年                                                  | クレイジー・ポゼッシヴ                | —  | — | 1 | ブリング・イット・オン               |
| 2010年                                                  | ボディー・ショット(feat.リュダクリス) | —  | — | 1 | ブリング・イット・オン               |
| "—"はチャート圏外かチャート対象外のいずれかを意味する。 |                                       |    |   |   |                                      |

## 主な出演作品
| 年     | 題名                            | 役名                           | 備考 | 興行収入 |
| ------ | ------------------------------- | ------------------------------ | ---- | -------- |
| 1999年 | Camp Tanglefoot: It All Adds Up | ジェニィ・ラッセル(またはリン) | 助演 | 不明     |